# Вествуд (Канзас)
Вествуд (англ. Westwood) — місто (англ. city) в США, в окрузі Джонсон штату Канзас. Населення — 1750 осіб (2020).

## Географія
Вествуд розташований за координатами 39°2′22″ пн. ш. 94°36′56″ зх. д. / 39.03944° пн. ш. 94.61556° зх. д. (39.039404, -94.615591).  За даними Бюро перепису населення США в 2010 році місто мало площу 1,06 км², уся площа — суходіл.

## Демографія
Згідно з переписом 2010 року, у місті мешкало 1506 осіб у 693 домогосподарствах у складі 386 родин. Густота населення становила 1427 осіб/км².  Було 732 помешкання (694/км²).
Расовий склад населення:
| - 94,6 % — білих - 1,8 % — азіатів - 0,9 % — чорних або афроамериканців - 0,3 % — корінних американців - 0,1 % — вихідців з тихоокеанських островів |

До двох чи більше рас належало 1,9 %. Частка іспаномовних становила 7,7 % від усіх жителів.
За віковим діапазоном населення розподілялося таким чином: 21,2 % — особи молодші 18 років, 64,0 % — особи у віці 18—64 років, 14,8 % — особи у віці 65 років та старші. Медіана віку мешканця становила 38,8 року. На 100 осіб жіночої статі у місті припадало 92,3 чоловіків;  на 100 жінок у віці від 18 років та старших — 88,1 чоловіків також старших 18 років.
Середній дохід на одне домашнє господарство  становив 97 498 доларів США (медіана — 82 143), а середній дохід на одну сім'ю — 115 496 доларів (медіана — 100 000). Медіана доходів становила 70 500 доларів для чоловіків та 50 417 доларів для жінок. За межею бідності перебувало 4,1 % осіб, у тому числі 1,0 % дітей у віці до 18 років та 2,9 % осіб у віці 65 років та старших.
Цивільне працевлаштоване населення становило 1010 осіб. Основні галузі зайнятості: освіта, охорона здоров'я та соціальна допомога — 26,6 %, науковці, спеціалісти, менеджери — 23,7 %, фінанси, страхування та нерухомість — 10,2 %, роздрібна торгівля — 7,7 %.